# Cena Davida Cohena
Cena Davida Cohena (anglicky: David Cohen Prize for Literature) je od roku 1993 britská literární cena pro tvůrce píšící v angličtině jako projev uznání jejich celoživotního díla. Pojmenována byla po Davidu Cohenovi, jehož nadace ji spravuje. Podmínkou je britské nebo irské občanství. Vítěz, který je vybírán jednou za dva roky, obdrží 40 000 liber. Cenu uděluje Arts Council England.
V roce 2005 toto ocenění převzalo záštitu nad Cenou Clarissy Luardové (Clarissa Luard Award). Vítěz Cohenovy ceny vybírá příjemce Ceny Clarissy Luardové s peněžní prémií 12 500 liber pro autory mladší třiceti pěti let. Cena Clarissy Luardové je financována Arts Council of England a je udělována projektům, které podporují mladé lidi ve čtení.

## Držitelé ceny
- 1993 – V. S. Naipaul (1932–2018)
- 1995 – Harold Pinter (1930–2008), britský dramatik a scenárista, nositel Nobelovy ceny
- 1997 – Muriel Sparková (1918–2006), skotská spisovatelka
- 1999 – William Trevor (1928–2016), irský romanopisec a dramatik
- 2001 – Doris Lessingová (1919–2013), britská spisovatelka
- 2003 – Beryl Bainbridgeová (1932–2010) anglická spisovatelka a Thom Gunn (1929–2004), anglický básník
- 2005 – Michael Holroyd (* 1935) anglický spisovatel
- 2007 – Derek Mahon (1941–2020), irský básník
- 2009 – Seamus Heaney (1939–2013), irský básník a spisovatel, nositel Nobelovy ceny
- 2011 – Julian Barnes (* 1946), anglický spisovatel
- 2013 – Hilary Mantelová (1952–2022), britská spisovatelka[4]
- 2015 – Tony Harrison (* 1937), anglický básník, dramatik a překladatel[5]
- 2017 – Tom Stoppard (* 1937), britský dramatik a scenárista[6]
- 2019 – Edna O'Brienová (1930–2024), irská spisovatelka[7]
- 2021 – Colm Tóibín (* 1955), irský romanopisec[8]
- 2023 – John Burnside (1955–2024), skotský spisovatel[9]